# Туй-туй
Туй-туй (арм. Տույ-տույ) или Дой-дой (арм. Դոյ-դոյ) — армянский свадебный ритуальный танец. Музыкальный размер — 2/4.

## Происхождение
Танец получил своё название от восклицаний «туй-туй», которыми он сопровождается. Происхождение танца связано с древними религиозными ритуалами: пляску исполняли для отпугивания злых сил, провожая в долгую дорогу.

## Исполнение
Танец был распространен в середине XIX — XX веках в Гюмри и его окрестностях среди жителей Ширака. Его исполняют во время ежегодных праздников, свадеб и шествий.
В цикле свадебных обрядов «Туй-туй» танцуют, когда родные жениха возвращаются из дома невесты после обручения молодожёнов, а также во время увода невесты и по дороге в церковь на венчание. Исполняется с громкими восклицаниями «туй-туй» и щелчками пальцев.
В искажённом виде под названием «Дой-дой» танец сохранился в районе Ахалкалаки (Джавахк). Основным его движением является медленная перемена ног, а в одиночных танцах — зигзагообразные шаги вправо и влево.

## В культуре
В 1890 году народный танец «Дой-дой» был адаптирован для фортепиано армянским композитором Никогайосом Тиграняном. Лад мелодии — гармонический минор.